# Hymenostomum goyazense
Hymenostomum goyazense är en bladmossart som beskrevs av Brotherus 1902. Hymenostomum goyazense ingår i släktet Hymenostomum och familjen Pottiaceae. Inga underarter finns listade i Catalogue of Life.